# Érin
Érin è un comune francese di 196 abitanti situato nel dipartimento del Passo di Calais nella regione dell'Alta Francia.
Il suo territorio comunale è attraversato dal fiume Ternoise.

## Storia
Guillaume d'Erin, signore di Érin, combatté e morì nella battaglia di Azincourt nel 1415.

### Prima guerra mondiale
Durante la prima guerra mondiale, il quartier generale delle truppe corazzate (Tank Corps) dell'esercito britannico, posto agli ordini del tenente colonnello Hugh Elles e dei capitani Giffard Le Quesne Martel e Frederick Hotblack, si stabilì nell'ottobre del 1916 nel vicino castello di Bermicourt. Lo stato maggiore decise di aprire a Érin le officine per la riparazione e manutenzione dei carri armati inglesi, i Central Workshop and Stores. Il sito, destinato ad ospitare 1.200 soldati e 25 ufficiali, rimase attivo fino al 1921.
Dall'agosto 1917, tre compagnie di 500 operai cinesi arrivano nella regione del Ternois per lavorare in queste officine.
La notte tra il 24 e il 25 marzo del 1918, aerei tedeschi  bombardarono le strutture,  uccidendo quattro lavoratori.
Il Groupe de recherches historiques des ateliers des tanks (GRHAT), nel 2018 si è offerto di acquistare l'edificio del vecchio municipio e la scuola di Erin, per creare un museo sulla storia dei Central Workshops and Stores.

### Seconda guerra mondiale
Durante la seconda guerra mondiale, l'esercito nazista costruì due rampe di lancio per V1, una sulla strada Bermicourt-Érin, l'altra tra Érin e Fleury.

### Simboli
Lo stemma di Érin si blasona: 
Lo stemma comunale unisce le fasce e le asce da bottaio (doloires) della famiglia De Croÿ e il vepre (créquier) dei De Créqui. Questo stemma, adottato agli inizi degli anni 1990, ricorda il matrimonio di Marie-Anne de Créqui, figlia dell'ultimo barone d'Érin, con Balthazar de Croÿ (†1728); unione che fece entrare il territorio di Érin tra le proprietà della famiglia De Croÿ.

## Società

### Evoluzione demografica
Abitanti censiti